# Bendorf (Holstein)
Bendorf település Németországban, Schleswig-Holstein tartományban. Lakosainak száma 446 fő (2023. december 31.).

## A település részei
- Bendorf
- Oersdorf
- Keller
- Lohmühle
- Hohenhörn
- Wassermühle
- Oersdorfer Viert
- Scharfenstein
- Bendorfer Feld

## Népesség
A település népességének változása:
| Lakosok száma | 467  | 454  | 442  | 434  | 428  | 430  | 446  |
|               | 1975 | 2014 | 2017 | 2019 | 2021 | 2022 | 2023 |